# Joseph Malerba
Pour les articles homonymes, voir Malerba.
 (mars 2017).
Si vous disposez d'ouvrages ou d'articles de référence ou si vous connaissez des sites web de qualité traitant du thème abordé ici, merci de compléter l'article en donnant les références utiles à sa vérifiabilité et en les liant à la section « Notes et références ».
Joseph Malerba est un acteur français né le 5 octobre 1962 à Lausanne.

## Biographie
Joseph Malerba est élève au Cours Florent de 1987 à 1990. C'est Isabelle Nanty qui le fait débuter au théâtre en 1991. Elle va le diriger dans La Ronde, puis dans La Mouette.

## Carrière
Dans les années 1990, il obtient des petits rôles et des rôles de figuration, on peut le voir dans Toutes peines confondues de Michel Deville, Léon et Jeanne d'Arc de Luc Besson, ou encore Les Misérables de Claude Lelouch au cinéma. À la télévision, il apparaît dans Maigret, PJ, Navarro, Le juge est une femme Les Bœuf-carottes (entre autres).
En 1995 commence une collaboration avec le metteur en scène Roger Planchon. En 1997 et 1998, il participe au Centre de visionnage sur Canal+, aux côtés d'Édouard Baer.
En 2000, il retrouve Édouard Baer qui le dirige dans son film La Bostella, on le retrouve également dans Sur un air d'autoroute et Origine contrôlée. L'année suivante, il incarne un ostéopathe dans Reines d'un jour de Marion Vernoux et joue dans Les Cordier, juge et flic.
En 2003, il enchaîne les apparitions et rôles au cinéma avec les films Mais qui a tué Pamela Rose ? d'Éric Lartigau, Père et Fils de Michel Boujenah, Crimes contre l'humanité de Norman Jewison et Casablanca Driver de Maurice Barthélémy.
En 2005, il fait son retour à la télévision avec Vénus et Apollon et Les Bleus, premiers pas dans la police (avec Elodie Yung, Nicolas Gob et Raphaël Lenglet), mais également sur le grand écran. Il obtient un rôle de figurant dans le film de Sofia Coppola. L'année suivante, il joue un chauffeur de taxi dans Paris de Cédric Klapisch.
En 2007, il fait partie du casting de Mesrine : L'Ennemi public n°1 réalisé par Jean-François Richet, ainsi que Les Dents de la nuit de Vincent Lobelle et Je déteste les enfants des autres d'Anne Fassio.
À partir de 2009 et jusqu'en 2016, il obtient un rôle récurrent dans Braquo.
En 2012, il joue dans plusieurs films Mauvaise Fille de Patrick Mille, Dépression et des potes et After.
En 2014, il fait partie de la distribution des minis-séries Rosemary's Baby avec Zoe Saldana, Patrick J. Adams, Jason Isaacs et François Civil et Le Passager. Il joue également dans un épisode de Cherif et La Loi de Barbara.
En 2016, il retrouve Patrick Mille pour le film Going to Brazil.
En 2017, il joue dans le teaser de la nouvelle tournée du groupe de rock français Shaka Ponk. Il obtient également un second rôle dans la mini-série Juste un regard et il incarne le bâtonnier Alexandre Rotivel (jusqu'en 2019) dans On va s'aimer un peu, beaucoup....
En 2019, il est présent au casting du premier film de Michel Denisot, intitulé Toute ressemblance.
De 2021 à 2024, il incarne le chef cuisinier Benoît Delobel dans la série Ici tout commence.

## Filmographie

### Cinéma
- 1992 : Toutes peines confondues de Michel Deville : inspecteur Nolo
- 1993 : La Folie douce de Frédéric Jardin : Josef
- 1994 : Léon de Luc Besson : un membre du SWAT
- 1995 : Les Misérables de Claude Lelouch : le pompiste
- 1996 : Le Plus Beau Métier du monde de Gérard Lauzier : le chauffeur de taxi
- 1997 : Lautrec de Roger Planchon : le médecin
- 1999 : Jeanne d'Arc de Luc Besson : un garde
- 1999 : Merci pour le geste de Claude Faraldo : Jean
- 1999 : Le Derrière de Valérie Lemercier : un VRP à l'entrée du Victory
- 1999 : Terror Firmer de Lloyd Kaufman : un homme
- 2000 : La Bostella d'Édouard Baer : Jo
- 2000 : Sur un air d'autoroute de Thierry Boscheron : un pompier
- 2000 : Origine contrôlée de Ahmed Bouchaala : le directeur des ressources humaines
- 2001 : Reines d'un jour de Marion Vernoux : l'ostéopathe
- 2003 : Mais qui a tué Pamela Rose ? d'Éric Lartigau : le pharmacien
- 2003 : Père et Fils de Michel Boujenah : Eric
- 2003 : Crimes contre l'humanité de Norman Jewison : Max
- 2003 : Casablanca Driver de Maurice Barthélémy : l'arbitre
- 2005 : La Jungle de Matthieu Delaporte : le médecin
- 2005 : Célibataires de Jean-Michel Verner
- 2005 : Marie-Antoinette de Sofia Coppola : le garde de la Reine
- 2005 : 13 Tzameti de Gela Babluani : le comptable
- 2007 : Très bien, merci d'Emmanuelle Cuau : un collègue d'Alex
- 2007 : Les Dents de la nuit de Vincent Lobelle : Georges
- 2007 : Je déteste les enfants des autres d'Anne Fassio : Jean-Michel
- 2007 : L'Ennemi public nº 1 de Jean-François Richet : Robert
- 2007 : Les Liens du sang de Jacques Maillot : un braqueur
- 2008 : Paris de Cédric Klapisch : le chauffeur de taxi
- 2009 : Les vieux sont nerveux de Thierry Boscheron : le directeur
- 2011 : La Traque d'Antoine Blossier : David
- 2012 : Dépression et des potes d'Arnaud Lemort : Serge
- 2012 : After de Géraldine Maillet : un musicien / le videur bodybuildé
- 2012 : Mauvaise Fille de Patrick Mille : un ami de Pablo
- 2014 : À toute épreuve d'Antoine Blossier : Kim N'Guyen
- 2015 : En équilibre de Denis Dercourt : Victor
- 2015 : Belle et Sébastien : L'aventure continue de Christian Duguay : Alfonso
- 2016 : Going to Brazil de Patrick Mille : Laurent
- 2017 : Un sac de billes de Christian Duguay : Marcello
- 2018 : Les Déguns de Cyrille Droux et Claude Zidi Junior : colonel Bloret
- 2019 : Toute ressemblance... de Michel Denisot : Alain

### Télévision

#### Séries télévisées
- 1994 : Maigret : le barman
- 1997 : PJ : (Saison 1 de PJ, épisode 2 "Cambriolage") Robert
- 1998 : Navarro : Ernest Passero
- 1999 : Le juge est une femme: Milos
- 1999 : Justice : René Beraud
- 1999 : Les Bœuf-carottes : Le Fako
- 2001 : Les Cordier, juge et flic: Orlaville
- 2005 : Les Bleus : Premiers pas dans la police : lieutenant Simoni
- 2005 : Vénus et Apollon
- 2006 : Sauveur Giordano: Charly
- 2006 : Sécurité intérieure : commissaire Morel
- 2008 : Joséphine, ange gardien : Denis
- 2008 : Services sacrés: Pierre Chablais
- 2009 - 2016 : Braquo : Walter Morlighem
- 2010 : La Nouvelle Maud : Alain Gil
- 2011 : Les Invincibles : Bernard
- 2011 : Un flic : Rocky
- 2011 : Les virtuoses : Damien Fontan
- 2013 : Odysseus : Mentor
- 2014 : Cherif : Colonel Decroix
- 2014 : Rosemary's Baby : Paul
- 2014 : Le Passager : Corto
- 2016 : Section de recherches : Simon Walter
- 2017 : Juste un regard : Crapaud
- 2017 - 2019 : On va s'aimer un peu, beaucoup... : Alexandre Rotivel
- 2018 : Black Earth Rising : Tat Picot
- 2019 : Absentia : Jacques
- 2019 : INK : Marko
- 2020 : Grand Hôtel : Jean-Pierre Luccioni
- 2021 - 2024 : Ici tout commence : Benoît Delobel
- 2023 : Face à face : Juge Laurent Caseneuve

### Téléfilms
- 1992 : Momo de Jean-Louis Bertuccelli : Tony
- 1995 : Arrêt d'urgence de Denys Granier-Deferre : Le chauffeur
- 1995 : Le parasite de Patrick Dewolf : Jeannot
- 2000 : Des croix sur la mer de Luc Béraud : Stanis
- 2001 : Froid comme l'été de Jacques Maillot : Gérard
- 2008 : La Taupe 2 de Vincenzo Marano : Yan Baghera
- 2012 : L'Innocent de Pierre Boutron : Roger Lemonnier
- 2014 : La Loi de Barbara de Didier Le Pêcheur : Olivier Landry
- 2015 : Meurtres en Bourgogne de Jérôme Navarro : Alain Malaval
- 2017 : La Loi de Valérie de Thierry Binisti : Yanis